# Ігліно (Іглінський район)
Ігліно́ (рос. Иглино, башк. Иглин) — село, центр Іглінського району Башкортостану, Росія. Адміністративний центр Іглінської сільської ради.
Населення — 16811 осіб (2010; 13931 в 2002).
Національний склад:
- росіяни — 38 %
- башкири — 23,9 %
- білоруси — 15,8 %